# Oscar Niemeyer

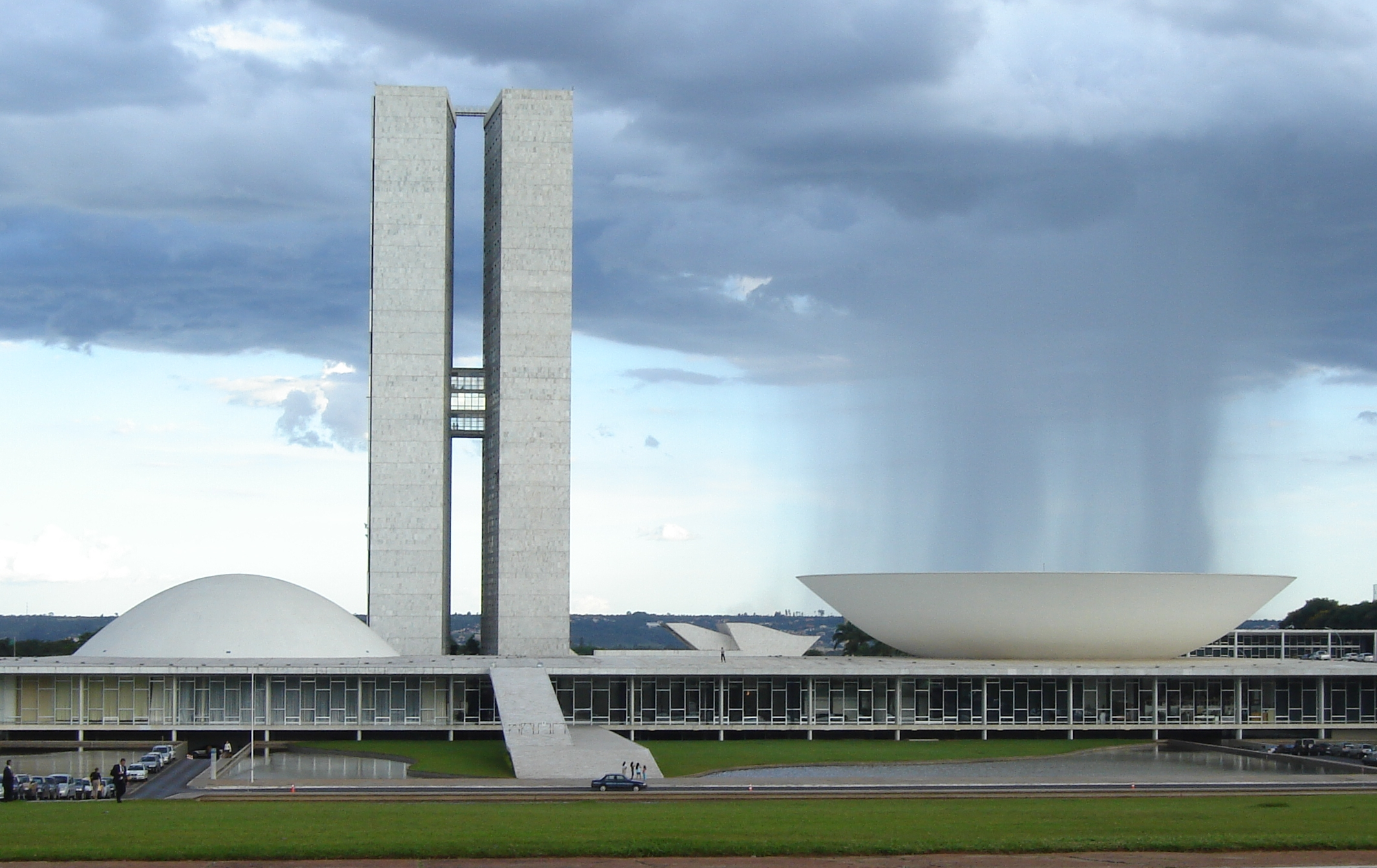
Parlament, Brazília

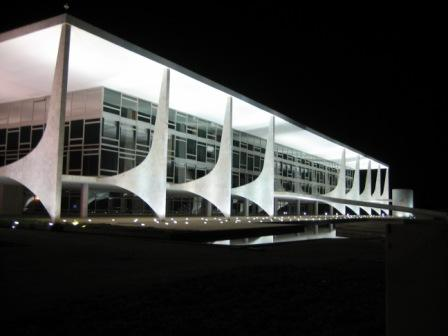
Brasília, elnöki palota

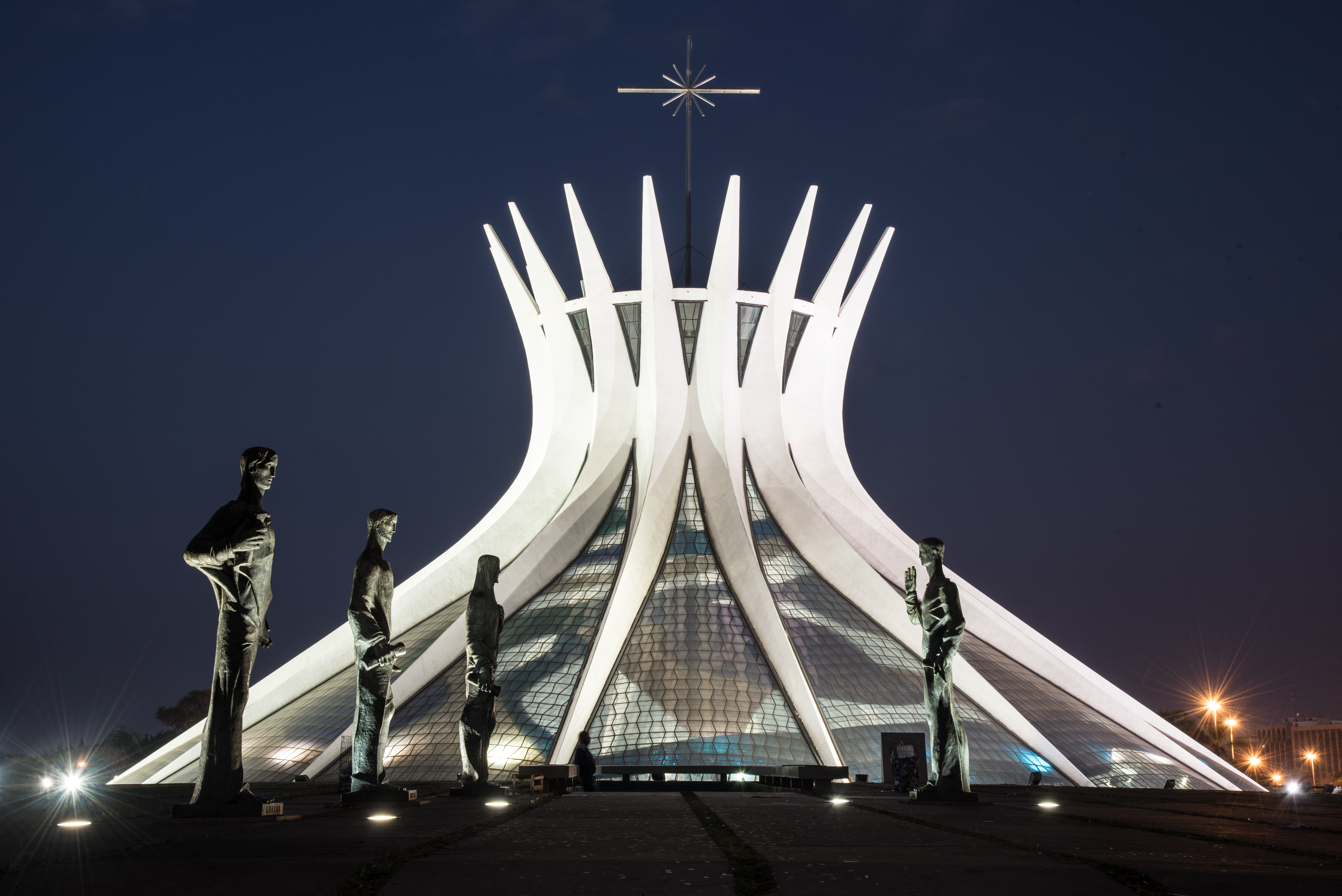
Brasília, székesegyház

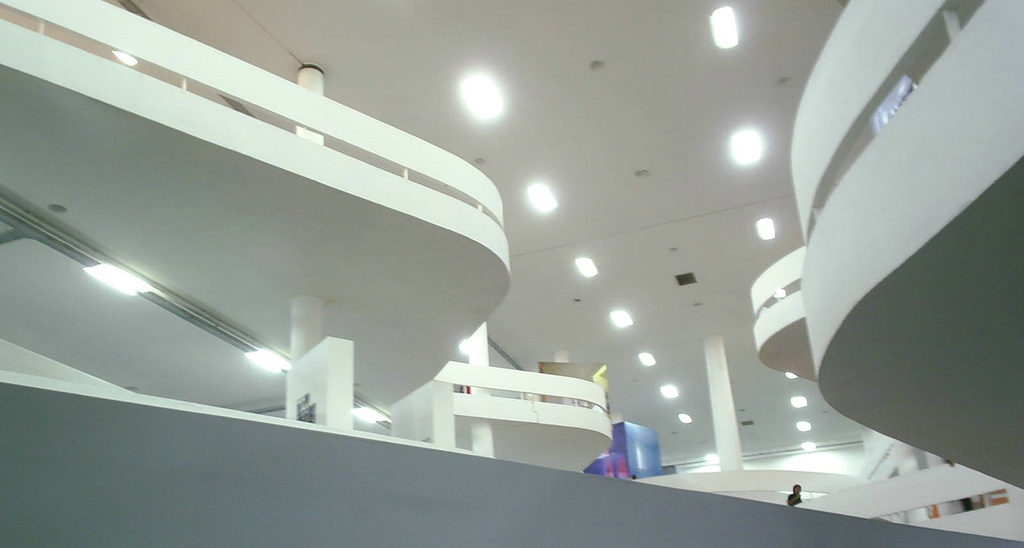
Ibirapuera park – a pavilon belső tere

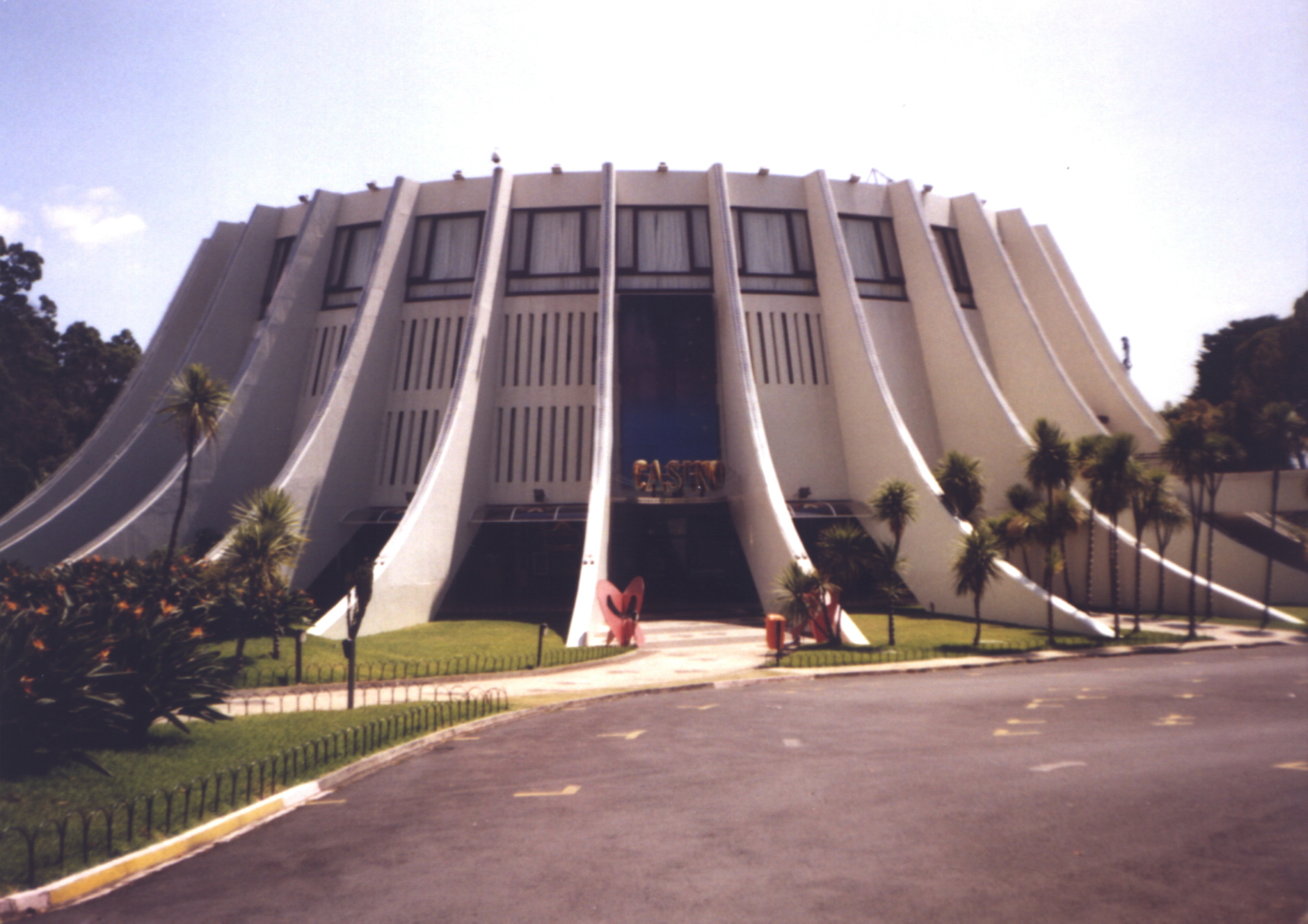
Funchal, kaszinó

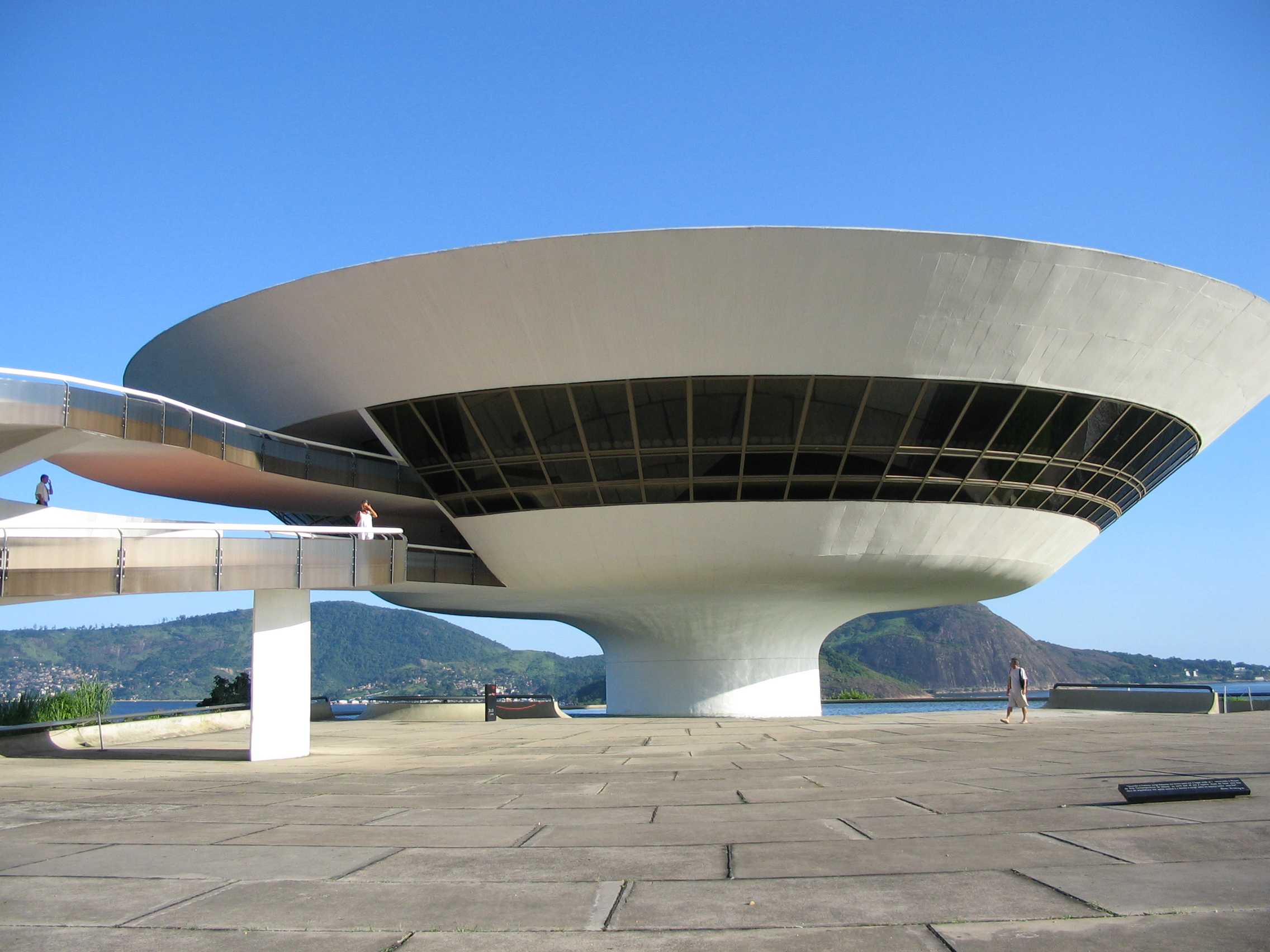
Niterói Kortárs Művészeti Múzeum

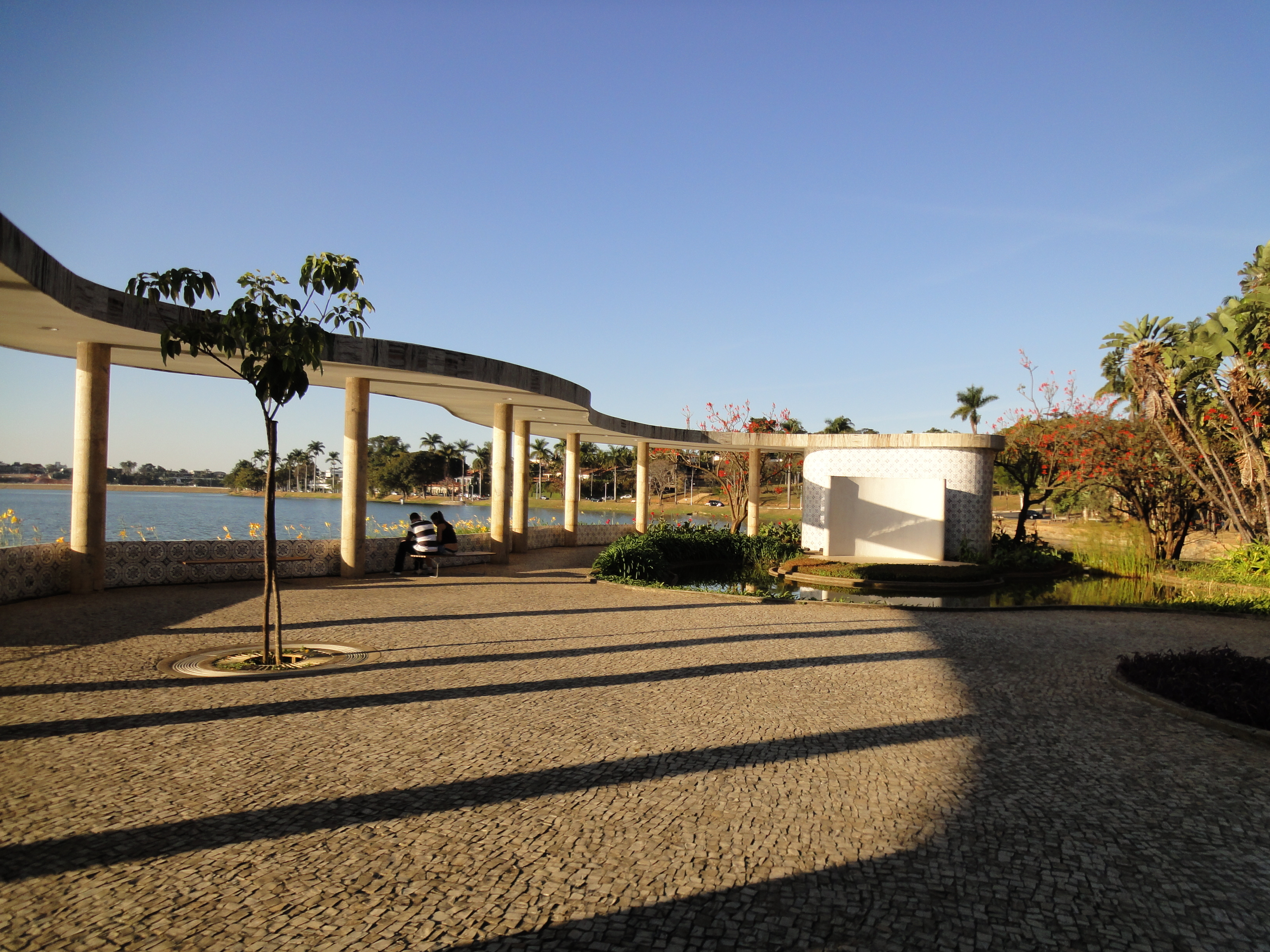
Sétány (Belo Horizonte, Casa do Baile)

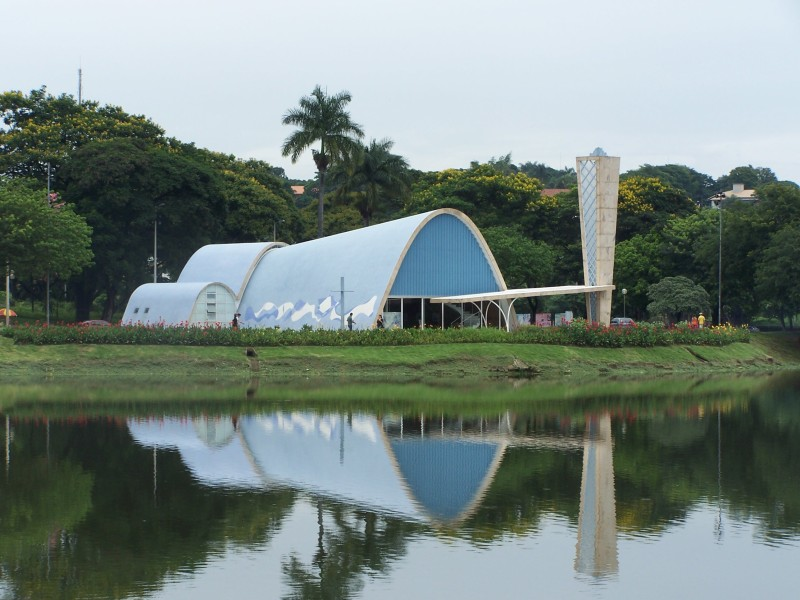
Assisi szent Ferenc-templom, Belo Horizonte

Oscar Niemeyer, teljes nevén Oscar Ribeiro de Almeida Niemeyer Soares Filho (Rio de Janeiro, 1907. december 15. – Rio de Janeiro, 2012. december 5.) brazil építész, a 20. századi építőművészet egyik legismertebb alkotója.

## Élete, munkássága
Jómódú szülők gyermekeként Rio de Janeiróban született. Ifjú korában meglehetősen kicsapongó, bohém életet élt, ezért jelentős késéssel (21 évesen) fejezte be a középiskolát, ami után apja tipográfiai műhelyében kezdett dolgozni. Nem sokkal később megnősült, és megkomolyodva munka mellett járt egyetemre. Építészeti tanulmányait 1934-ben fejezte be az Escola de Belas Artes hallgatójaként, de már tanulmányai közben bedolgozott a nála öt évvel idősebb Lúcio Costa tervező irodájában.
A brazil oktatási miniszter Lúcio Costa irodáját kérte fel a Nevelési és Egészségügyi Minisztérium új, Rio de Janeiró-i épületének megtervezésére, ő pedig a program vezetését Niemeyerre bízta. A terveket a Brazíliában vendégeskedő Le Corbusier-vel közösen kellett készítenie, és a svájci építész jelentősen hatott szemléletére, gondolkodására.
Az 1939-es New York-i világkiállítás brazil pavilonját L. Costával közösen tervezte; az épület annyira szép lett, hogy jutalmul New York polgármestere átadta neki a város kulcsait.
1940-ben Belo Horizonte polgármestere, Juscelino Kubitschek megbízta a Pampulha-tó partján kialakítani kívánt új városrész megtervezésével. Az építkezést 1943-ban fejezték be. Legtöbbször emlegetett épületei:
- a kaszinó,
- az étterem,
- a jachtklub és
- az Assisi Szent Ferenc templom.

A már 1942-ben elkészült, feszített szerkezetű vasbeton templom egyedien kialakított, aszimmetrikus, ívelt, előtetőszerűen túlnyúló héjfelületeit az egyház túlságosan ridegnek találta. Elégedetlenek voltak az oltárképpel is – olyannyira, hogy a templomot csak 1959-ben szentelték fel.
Konstruktivista stílusban formálta meg Rio de Janeiróban a Boavista Bank épületét (1942–1947).
Az 1940-es évek végére ismert építésszé és szélsőségesen baloldali gondolkodóvá vált – 1945-ben be is lépett a brazil kommunista pártba. Eszméi mellett idős korában is kitartott. Barátja, Fidel Castro szerint:

„Niemeyer és én vagyunk az utolsó kommunisták ezen a bolygón”.
1947-ben részt vett az ENSZ New York-i székházának tervezésében. Ugyanebben az évben professzornak hívták meg a Harvard Egyetemre, de kommunista nézetei miatt nem kapta meg az amerikai vízumot.
Tervezett több, kötetlenül formált lakóépületet (pl. Kubitschek-tömb, Belo Horizonte, 1953).
Az 1950-es években tervezett épületei közül az egyik leghíresebb saját háza, a Casa das Canoas.
Több más építésszel közösen tervezte a São Paulóban 1952–59 között épített Dél-Amerika Kórházat. Leghíresebb Saõ Pauló-i épülete az S alakú magasház (1953). Ugyancsak São Paulóban, az Ibirapuera park kiállítási épületeinél (1951–59) alkalmazta először azt a földszinti, áttört, V alakú alátámasztást, amely később feltűnt még számos munkájában:
- Caracas, múzeum (1954);
- Berlin, az Interbau épületegyüttes egyik lakóháza (1957).

Az időközben államelnökké választott Juscelino Kubitschek Niemeyert és korábbi főnökét, Lúcio Costát bízta meg a kialakítani kívánt új brazil főváros, Brazíliaváros megtervezésével. A munkát úgy osztották be, hogy a várost Costa, a fontosabb épületeket Niemeyer tervezte. 1957-ben ő lett a város főépítésze. Jelentősebb, általa tervezett épületek a fővárosban:
- Nemzeti Színház (1957),
- a város építőinek kis temploma (1958 körül),
- elnöki palota (Palácio da Alvorada, 1959),
- székesegyház (1959),
- Palace szálloda (1959),
- parlament (1960),
- Igazságügyi Palota (Palácio da Justiça, 1960),
- több lakóház.

„A kommunista építészet helye Moszkvában van” – mondták az 1964-es jobboldali puccsal hatalomra került katonák. Niemeyer irodáját felforgatták, megrendeléseit lemondták, ő pedig önkéntes száműzetésbe vonult: irodáját Párizsban, a Champs-Elyséen rendezte be. Csak 1985-ben, a demokratikus választás után tért vissza hazájába.
Számos országban:
- India, Csandígarh,
- Izrael (Haifa, egyetem),
- Algéria (constantinai egyetem, 1969, algíri egyetem, 1972),
- Franciaország:
  - (Le Havre, művelődési ház, 1982),
  - Francia Kommunista Párt székháza (Párizs),
- Portugália (Funchal, kaszinó),

bízták meg többnyire középületek tervezésével.
Alkotó lendülete hajlott korában sem hagyott alább:
- 1996-ban adták át egyik leghíresebb munkáját, Niterói városának kortárs múzeumát  (Niterói Contemporary Art Museum).
- Ő tervezte a Brazil Nemzeti Múzeumot.
- A venezuelai elnök sokat emlegetett, emblematikus kézmozdulatát formázó, Washington felé tájolt emlékművet tervezett az Amerika-ellenességéről ismert, latinoszocialista Hugo Chávez tiszteletére.
- 2003-ban őt kérték fel a londoni Serpentine Gallery Nyári pavilonjának kialakítására.
- 2004-ben készítette el Carlos Marighella marxista író, a brazil forradalom egyik atyjának új síremlékét halálának harmincötödik évfordulójára.
- 2006-ban épült fel Brasíliában a Nemzeti Múzeum és Könyvtár .
- 2011-ben nyitották meg a spanyolországi Avilesben az Oscar Niemeyer Nemzetközi Kulturális Központot.
- Kilencvenkilenc évesen újra megnősült: több évtizeddel fiatalabb titkárnőjét vette feleségül.
- Százéves korában bízta meg az angolai kormány Luanda kétmillió lakosúnak szánt új városrészének tervezésével.
- A Samaritano kórházban hunyt el veseelégtelenség és kiszáradás miatt, másfél héttel 105. születésnapja előtt.

## Stílusa
Mindvégig legfontosabb feladatai közé sorolta, hogy kiálljon a szegényekért, akik Brazíliában még mindig sokan vannak. „Tranquilo com a vida” (Békében az élettel) címmel még dalt is írt a nyomornegyedek lakóiról.
Munkáinak többségének fő jellemzője, hogy rendkívül nagyvonalúan bánt a felületekkel és a térrel, amit rendszerint nagyszabású, vasbeton épületekkel töltött ki. Ez a koncepció nemcsak a modern brazil építészet alapjává vált, de erősen hatott az európai építészetre is. Elegáns, könnyed vonalú megoldásai példa értékűvé váltak.
Szakmai hitvallásához tartozott az is, hogy meg akarta lepni az embereket. „Ez az építészet feladata. Hogy küzdjön egy jobb világért, amelyben az építészet mindenkit szolgálna, és nem csak a kiváltságos csoportokat” – mondta egy alkalommal.
Munkásságának tapasztalatait Minha experiência em Brasília című könyvében összegezte.

## Díjai, elismerései
- 1963-ban, amikor a diktatúra elől Párizsba emigrált, megkapta a Nemzetközi Lenin-békedíjat.
- 1988-ban Gordon Bunshaft brit építésszel megosztva megkapta a Pritzker-díjat, amit az építészet Nobel-díjának tekintenek.
- Számos nagy brazil városban sugárutat neveztek el róla.
- 1996-ban a velencei biennálé 90. születésnapja alkalmából Arany Oroszlán díjjal tüntette ki.
- 2002-ben nyitották meg Curitiba városában a modern brazil építészetet bemutató és róla elnevezett múzeumot (Oscar Niemeyer Museum), amit stílszerűen ő maga tervezett.
- 2007-ben 100. születésnapján az Oroszországi Föderáció elnökétől Vlagyimir Putyintól elismeréseképpen megkapta a Barátságért érdemrendet.